# 浮島敏男
浮島 敏男（うきしま としお、1949年1月1日 - ）は、日本の政治家。衆議院議員（1期）を務めた。

## 経歴
東京都品川区出身。品川区立旗の台小学校、品川区立荏原第五中学校を経て、駒澤大学高等学校を卒業。1969年、東京コカ・コーラボトリングに入社。1981年、自由民主党神奈川県支部連合会に入会し、自民党神奈川県連の事務職員となった。1986年、自民党神奈川県連事務局長に就任。自民党の全国最年少事務局長となった。
2005年9月、第44回衆議院議員総選挙に比例南関東ブロックから自民党名簿順位第36位で立候補し初当選。南関東ブロック比例区の名簿に「数合わせ」のため氏名を登載したが、想定外の自民党大勝により当選。困惑していたところ、神奈川県連所属で内閣総理大臣の小泉純一郎から「辞退しないように」との命令をうけ、衆議院議員となり、以後、神奈川県連事務局長を退職し国会活動に専念した。同選挙で初当選した自民党の新人83人の新人議員によって構成された83会に所属。同期には、猪口邦子・杉村太蔵などの話題となった新人がいおり、杉村からはよく相談を受けた。派閥には属さず、当初は初当選した他の無派閥新人議員とともに「無派閥新人議員の会」（代表幹事:小野次郎、37人）に所属していた。
2006年9月、自由民主党総裁選挙に際し、麻生太郎を支持。「無派閥新人議員の会」において「安倍晋三候補支持の方向で会としてまとまった行動を取る」との方針を示した代表幹事の小野次郎らに対し、「この会は派閥ではない。そのような方針を立てることは会の趣旨と違うのではないか。各議員の考えを尊重すべきだ」と反発。同会を退会した。以後、麻生派に近い立場を取り、麻生派の会合にも参加した。党神奈川県衆議院比例区第三支部支部長兼党広報局次長に就任。
2007年4月の第16回統一地方選挙では、事務局長時代と同様に神奈川県内に張り付き、県連の運営や地元候補の支援に回った。2009年8月、第45回衆議院議員総選挙に比例南関東ブロックから自民党名簿順位第33位で立候補し落選。政界を引退した。

## 役職
- 政治倫理の確立及び公職選挙法改正に関する特別委員会委員
- 決算行政監視委員会委員
- 自由民主党国会対策委員会委員
- 自由民主党本部広報本部広報局次長
- 自由民主党神奈川県支部連合会参与

## 所属していた団体・議員連盟
- 再チャレンジ支援議員連盟
- 83会

## 人物
- 愛称は「ウキさん」
- 好きな食べ物はステーキで、肥満に悩んでいる。
- 好きな女優は大原麗子と吉永小百合。
- 読売ジャイアンツのファン。巨人・大鵬・卵焼き時代からの古参ファンで、特に好きな選手は長嶋茂雄。
- 義理人情に厚く、思いやりのある人間との評判。

## 著作

### 共著
- 83会『UBUDAS』メディアファクトリー、2006年4月。ISBN 978-4840115230。 NCID BA78469266。

## 親族
- 妻子あり。
- 中山賢二 - 稲城市議会議員、義兄